# Squalus formosus
 Squalus formosus  — вид рода колючих акул семейства катрановых акул отряда катранообразных. Обитает в Тихом океане у берегов Тайаваня. Максимальный зарегистрированный размер 81,4 см. Является объектом коммерческого промысла. Особи данного вида были обнаружены на рыбном рынке Тайваня. Место поимки неизвестно.

## Таксономия
Впервые научно вид описан в 2011 году. Голотип представляет собой взрослого самца длиной 73,4 см, обнаруженного в 2007 году на рыбном рынке Таши в северо-восточной части Тайваня. Паратипы: неполовозрелые самки длиной 33,6 см и 51,4 см, обнаруженные там же и тогда же. Вид назван по географическому месту обнаружения и происходит от альтернативного названия острова Тайвань порт. Formosa.

## Описание
Максимальный зарегистрированный размер составляет 81,4 см. Тело удлинённое с коротким рылом. Длина головы превышает длину глаза в 4,0—4,7 раз. Овальные глаза вытянуты по горизонтали, их длина составляет 4,8—5,3 % от длины тела. Позади глаз имеются брызгальца. У основания спинных плавников расположены шипы. Первый спинной плавник крупнее второго, имеет прямой постав, каудальный край не выгнут. Высота переднего спинного плавника составляет 9,0—10,5 % а заднего спинного плавника 5,7—6,4 % от длины тела. Хвостовой плавник асимметричный, выемка у края более длинной верхней лопасти отсутствует, по каудальному краю пролегает широкая белая кайма. На переднем спинном плавнике имеется светлая отметина, параллельная шипу. Количество позвонков осевого скелета составляет от 113 до 120. Окраска серовато-коричневого цвета. На верхней лопасти хвостового плавника имеется тёмная седловидная отметина. Количество позвонков в осевом скелете 123—124.
Окраска серо-стального цвета с коричневатым отливом.

## Взаимодействие с человеком
В качестве прилова попадает в коммерческие рыболовные снасти. Мясо этих акул, видимо, используют в пищу. Международный союз охраны природы ещё не оценил статус сохранности данного вида.